# Udo Bentz
Pour les articles homonymes, voir Bentz.
Udo Bentz, né le 3 mars 1967 à Rülzheim en Rhénanie-Palatinat, est un théologien et prélat catholique allemand, archevêque de Paderborn depuis 2023.

## Biographie

### Formation
De 1986 à 1988, il suit des études afin de devenir banquier. Mais, en 1988, il entre au séminaire de Mayence et étudie la philosophie et la théologie au sein des universités de Mayence et d'Innsbruck. En 1994, il est ordonné diacre à Darmstadt, puis, le 1er juillet 1995, il est ordonné prêtre pour le diocèse de Mayence par Karl Lehmann.
En 2007, il obtient un doctorat en théologie à l'université de Fribourg-en-Brisgau grâce à sa thèse sur la théologie du père Karl Rahner. En 2008, sa thèse obtient aussi le prix Karl-Rahner de la part de l'université d'Innsbruck.

### Principaux ministères
Après avoir été ordonné prêtre en 1995, il est nommé chapelain à la cathédrale de Worms jusqu'en 1998 puis secrétaire personnel de Lehmann jusqu'en 2002.
Il devient ensuite curé de la paroisse de Sprendlingen de 2002 à 2004, puis de celle de Saint-Pierre à Mayence entre 2004 et 2007. De 2007 à 2017, il est recteur du séminaire de Mayence. Puis, en 2011, il est nommé membre du conseil spirituel par Lehmann. En 2013, il est élu président de la Conférence des recteurs de séminaire allemands. Depuis 2014, il dirige également le Centre de formation pour les aumôniers et assistants pastoraux du diocèse.
Le 15 juillet 2015, le pape François le nomme évêque titulaire de Sita (de) et évêque auxiliaire de Mayence. Il prend alors pour devise : « Praedicare Ubique Domino Cooperante » (« Prêchant partout, le Seigneur travaillait avec eux », issu de l'Évangile selon Marc (16,20). Il est consacré évêque le 20 septembre par Lehmann — assisté de Karl-Josef Rauber et Stephan Burger — en la cathédrale Saint-Martin de Mayence. Dans la Conférence épiscopale allemande, il participe à la Commission Église-monde (de), dans la sous-commission pour l'Amérique latine, ainsi qu'à la Commission pour la jeunesse. Le 27 août 2017, Peter Kohlgraf le nomme vicaire général de Mayence. Il est également membre du chapitre cathédral depuis le 1er novembre.
Le 9 décembre, il est nommé archevêque de Paderborn par le pape François.

## Source
- (de) Cet article est partiellement ou en totalité issu de l’article de Wikipédia en allemand intitulé « Udo Bentz » (voir la liste des auteurs).